# Långtjärnen (Arjeplogs socken, Lappland, 735471-153798)
Långtjärnen är en sjö i Arjeplogs kommun i Lappland och ingår i Umeälvens huvudavrinningsområde. Långtjärnen ligger i Laisdalens fjällurskog Natura 2000-område.